# مشکوو
مشکوو (به لاتین: Myszków) یک منطقهٔ مسکونی در لهستان است که در شهرستان مشکوف واقع شده‌است. مشکوو ۷۳٫۵۹ کیلومتر مربع مساحت و ۳۲٬۸۳۰ نفر جمعیت دارد.